# Audrey (Vorname)
Audrey ist ein weiblicher Vorname.

## Herkunft und Bedeutung
Audrey ist ein anglonormannischer Vorname angelsächsischer Abstammung.
Audrey leitet sich vom angel-sächsischen Æðel (adlig) und rēd (Rat) als männlicher Vorname ab. Æðelrǣd, Æthelred hat sich phonetisch auf mittelenglisch zu Aldred, Eldred entwickelt.
Audrey leitet sich ferner vom angelsächsischen Æðel (adlig) und þruð (Kraft), wie in Ger-trude als weiblicher Vorname ab. Damit steht er in Verwandtschaft mit den deutschen Vornamen Adeltraud, Adeltrud, Edeltraud und Edeltrud.
Die phonetische Entwicklung Aldred zu Audrey ist typisch für die anglo-normannische Sprache, eine langue d’oïl, die mit dem altfranzösischen nah verwandt ist.

## Namenstag
Namenstag ist der 23. Juni.

## Varianten
- Audry

## Namensträgerinnen
- Sankt Audrey (~636–679), eine angelsächsische Heilige
- Audrey Arno (1942–2012), deutsche Popsängerin
- Audrey Bitoni (* 1986), US-amerikanische Pornodarstellerin
- Audrey Brown (1913–2005), britische Leichtathletin
- Audrey Emery (1904–1971), US-amerikanische Millionenerbin
- Audrey Erskine-Lindop (1920–1986), britische Autorin
- Audrey Flack (1931–2024), US-amerikanische Künstlerin
- Audrey Hepburn (1929–1993), britisch-niederländische Schauspielerin
- Audrey Hollander (* 1979), US-amerikanische Pornodarstellerin
- Audrey Jones Beck (1924–2003), US-amerikanische Kunstsammlerin und Mäzenin
- Audrey Landers (* 1956), US-amerikanische Schauspielerin
- Audrey Lawson-Johnston (1915–2011), US-amerikanische Überlebende des Untergangs der Lusitania
- Audrey Meadows (1922–1996), US-amerikanische Schauspielerin
- Audrey Mestre-Ferreras (1974–2002), französische Sportlerin
- Audrey Munson (1891–1996), US-amerikanisches Model und Schauspielerin
- Audrey Niffenegger (* 1963), US-amerikanische Schriftstellerin
- Audrey Patterson (1926–1996), US-amerikanische Leichtathletin
- Audrey Richards (1899–1984), britische Ethnologin
- Audrey Tang (* 1981), taiwanische Software-Programmiererin
- Audrey Tautou (* 1976), französische Schauspielerin
- Audrey Thomas (* 1935), kanadische Schriftstellerin
- Audrey Wells (1960–2018), US-amerikanische Drehbuchautorin und Filmregisseurin
- Audrey Whitby (* 1996), amerikanische Schauspielerin
- Audrey Williamson (1926–2010), britische Leichtathletin

## Fiktion
- Audrey Roberts, eine Figur aus der britischen Serie Coronation Street
- Audrey Raines, eine Figur aus der Serie 24
- Audrey II, eine Pflanze in Der kleine Horrorladen (1986)
- Audrey Fulquard, Heldin des Musicals Der kleine Horrorladen